# Синиця оливкова
Синиця оливкова (Sylviparus modestus) — вид горобцеподібних птахів родини синицевих (Paridae).

## Поширення
Птах гніздиться в Гімалаях, на півдні Китаю, в Південно-Східній Азії. Живе у субтропічних вологих лісах, рідше на відкритих територіях з поодинокими деревами.

## Підвиди
- Sylviparus modestus simlaensis Stuart Baker, 1917
- Sylviparus modestus modestus E. Burton, 1836
- Sylviparus modestus klossi Delacour & Jabouille, 1930